# Małopolski Inspektorat Okręgowy Straży Celnej
Małopolski Inspektorat Okręgowy Straży Celnej – jednostka organizacyjna Straży Celnej pełniąca służbę ochronną na granicy polsko-niemieckiej w latach 1927–1928.

## Formowanie i służba graniczna
W lipcu 1927 roku przeprowadzono reorganizację Straży Celnej. Zniesiono instytucje starszych inspektorów Straży Celnej, istniejące przy dyrekcjach ceł i a powołano w ich miejsce inspektoraty okręgowe Straży Celnej, w tym Małopolski Inspektorat Okręgowy Straży Celnej.
Rozporządzeniem Prezydenta Rzeczypospolitej Polskiej Ignacego Mościckiego z 22 marca 1928 roku, do ochrony północnej, zachodniej i południowej granicy państwa, a w szczególności do ich ochrony celnej, powoływano z dniem 2 kwietnia 1928 roku  Straż Graniczną. Małopolski Inspektorat Okręgowy Straży Celnej przeorganizowany został na Małopolski Inspektorat Okręgowy Straży Granicznej.

## Funkcjonariusze inspektoratu
W skład inspektoratu okręgowego etatowo wchodziło osiem osób, w tym czterech oficerów. Był to jeden starszy inspektor, dwóch starszych komisarzy, jeden komisarz, jeden starszy przodownik, jeden  przodownik i dwóch strażników:
- kierownik inspektoratu – starszy inspektor Adam Sadliński
- adiutant – komisarz Władysław Ochoński
- oficer wywiadu – komisarz Eugeniusz Krauss
- kwatermistrz – komisarz Jan Ślisza

## Struktura organizacyjna
Organizacja inspektoratu w 1927 roku :
- komenda – Sanok
  - Inspektorat Graniczny Straży Celnej „Dolina”
  - Inspektorat Graniczny Straży Celnej „Worochta”
  - Inspektorat Graniczny Straży Celnej „Żywiec”